# Bérósszosz
Bérósszosz (akkádul *Bēl-rē'ûšu) A hellenisztikus korban (i. e. 340 körül – i. e. 280 után) alkotó kháldeus származású görög író. Születési idejét i. e. 340 körülre teszik, halálának időpontja ismeretlen, de mindenképpen az i. e. 280-as évekre datált fő műve után következett be.
Nevének jelentése „Bél az ő pásztora”. A görög névalak a különböző szerzőknél más és más, Βήρωσσος formában rekonstruálják általában, de a Iosephus Flaviusnál szereplő Βηρῶσος, vagy a Tatianosznál lévő Βηρωσός is közel áll hozzá. Ezért átírása néha Bérószosz, Béroszosz, latinul: Berossus.

## Élete
Eredetileg valószínűleg Marduk papja, Tatianosz szerint ugyanis Bélosz (azaz dbēl) papja. Főműve, az idős korban írt Khaldaika (vagy Babilónaika) elveszett, főleg utolsó kivonatolója, Kaiszareiai Euszebiosz művéből ismert néhány töredéke. Sajnálatos módon Euszebiosz munkája is csak egy örmény fordításban maradt fenn. Bérósszosz a munkáját Antiokhosz Szótérnek ajánlotta. Ennek alapján i. e. 290 és i. e. 278 között írta.
Forrásai mára elveszett templomi szövegek és feljegyzések, a mű a mezopotámiai történetek, legendák, mítoszok gyűjteménye. Helyi származású lehetett, így az akkád nyelvet ismerte, az Észagíla papjaként sumerül is kellett tudnia. A papság számára olyan iratok is hozzáférhetőek voltak, amelyek egyébként titkosak voltak. A mitikus történetírás egyik utolsó képviselője, az első babiloni királyoktól és az emberiséget tanító Óannésztől III. Alexandroszig írta meg Mezopotámia történetét.

## Kompilátorai
Egyes asztrológiai töredékeket idősebb Plinius, Censorinus, Iosephus Flavius, és Marcus Vitruvius Pollio is felhasználtak, legalábbis a felhasznált szövegeket Bérósszosznak tulajdonították. A kételyek ezekkel szemben azért merültek fel, mert nem tudjuk, az eredeti műben ezek hová illeszkedhettek volna. Bérósszosz a hellenisztikus korban nagy hírnévnek örvendett, szobrot is állítottak neki Athénben, és legalább egy Pszeudo-Bérosszosz is ismert. Elképzelhető, hogy a fenti kompilátorok csak Bérósszosz tekintélyét kívánták kihasználni. W. G. Lambert kétségbe vonja azt is, hogy bármelyik ismert latin kompilátor első kézből ismerte volna Bérósszoszt, azaz olvasta volna magát a Khaldaikát.
Bérósszoszt történészként ritkán idézték a saját korában és a közvetlen utókorban. Mezopotámia történelmét általában Ktésziasz Knidiosz Perszika című műve alapján tárgyalták, Bérósszoszt inkább az asztrológiai írók vették elő. A legtöbb klasszikus író valószínűleg soha nem olvasta Bérósszoszt, valószínűleg minden későbbi kivonatolója Rodoszi Poszeidónioszt használta, aki sokat hivatkozott Bérósszoszra, illetve egy másik kompilátora, Abüdénosz is szóba jöhet.
Vitruvius Pollio, idősebb Plinius és az ifjabb Seneca is Poszeidónioszt olvashatta, valamint a későbbi Aetius, Kleomedész, Pauszaniasz, Athénaiosz, Censorinus és egy névtelen latin kommentátor. A zsidó és keresztény utalásoknak valószínűleg más volt a forrása, vagy Lucius Cornelius Alexander, az i. e. 1. század közepén élő polihisztor, vagy II. Juba, Mauretania királya, aki az asszírok történetét írta meg. További részleteket tehettek hozzá a szíriai Tatianosz, Theophilus antiokheiai püspök és Római Szent Kelemen.
Euszebiosz után valószínűleg Euszebiosztól származnak a további idézetek, mint Pszeudo-Iustinus, Alexandriai Hészükhiosz, Agathiasz és egy ismeretlen geográfus, akinek műve a Szuda-lexikonban maradt fenn. Így az a kevés is, ami Bérósszoszról szól, nagyon töredékes és közvetett. A legtöbb adat Euszebiosz örmény fordításából származik.

## Khaldaika
Az első könyv a babiloni teremtésmítosszal kezdődik, Tiamat (itt Thalatth) és Marduk (itt Bél) főszereplésével. A teremtés után néhány generációval minden tudást elhozott az embereknek Óannész, a tengeri szörny. Talán ide illeszthetők a vitatott asztrológiai töredékek, ha Bérósszosztól származnak egyáltalán.
A második könyv a babiloni királyok történetét tartalmazza Nabú-nászír uralkodásáig (i. e. 748–734). Euszebiosz kompilációja szerint Bérósszosz 430 000 évvel az első király utánra teszi az özönvíz beköszöntét és Xiszuthrosz történetét. Ez a név valószínűleg Ziuszudra görögösített változata.
A harmadik könyv Nabú-nászírtól I. Antiokhoszig beszéli el Babilon történetét. Valószínűleg követte királylistákat, bár a rendszer nem teljesen világos. Abban az időben talán több, egymástól jelentéktelen mértékben eltérő királylista is létezett.

## Pszeudo-Bérósszosz
1498-ban Annius Viterbo, VI. Sándor pápa történésze azt állította, hogy felfedezte Bérósszosz elveszett könyveit. Ezek valójában hamisítványok voltak, amelyeket Annius saját kezűleg írt. Annius – ismét kihasználva Bérósszosz tekintélyét és ismeretlenségét – Jáfettől kezdve kidolgozta a királyok listáját a bibliai keretek alapján.